# Joseph Lagrange
Pour les articles homonymes, voir Lagrange.
Le comte Joseph Lagrange, né le 10 janvier 1763 à Sempesserre près de Lectoure dans le Gers et mort le 16 janvier 1836 à Paris, est un général français de la Révolution et de l’Empire, puis un homme politique.

## Biographie
« Fils d'Armand Lagrange, bourgeois, et de demoiselle Marianne Barciet, mariés, », Joseph Lagrange est maire de Lectoure en 1791.

### Guerres révolutionnaires
Il entre en 1794 comme capitaine dans le 2e bataillon de volontaires du Gers, fait les campagnes de 1796 et 1797 en Italie, en Carinthie et en Tyrol. Il franchit rapidement les premiers grades et est choisi par le général Bonaparte pour faire partie de l'expédition d'Égypte. Sa conduite et les talents qu'il déploie au début des campagnes d'Égypte et de Syrie lui valent le grade de général de brigade le 14 juillet 1798. Il entre au Caire à la tête de l'avant-garde, se signale particulièrement aux sièges d'El Arish et de Saint-Jean-d'Acre et à la bataille d'Héliopolis.
Au retour de l'expédition d'Egypte, il est nommé inspecteur général de la gendarmerie et général de division, puis commandant de la 14e division militaire le 23 septembre 1800. Le 14 juin 1804, il est fait grand officier de la Légion d'honneur.

### Guerres napoléoniennes

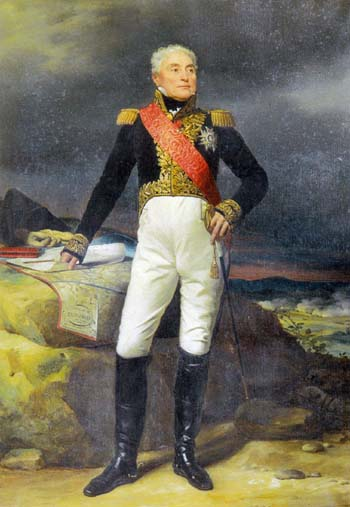
Portrait en 1824 par Michel Martin Drolling.

Le général Lagrange est chargé en 1805 du commandement en chef de l'expédition dirigée contre les colonies anglaises des Antilles. Il débarque à la Dominique, fait la garnison prisonnière, s'empare de l'artillerie et du matériel des navires au port et détruit les fortifications et les magasins. De retour en Europe, au commencement de 1806, il est commandant d'une division en Hollande la même année et contribue au succès de la campagne de Prusse sous les ordres du maréchal Mortier contre les troupes de l'électeur de Hesse-Cassel. Il devient ensuite gouverneur de cet électorat. Membre de la commission chargée d'organiser le royaume de Westphalie en 1808, Lagrange passe au service du roi Jérôme Bonaparte qui le nomme ministre de la Guerre et le choisit comme chef d'état-major.
Appelé en 1808 à l'armée d'Espagne, Il participe, lors du soulèvement du Dos de Mayo à Madrid, aux opérations de répression en tant que responsable de l'occupation de la caserne Monteleón. Il se distingue à l'attaque de Lascanti le 18 novembre, poursuit l'ennemi l'épée dans les reins jusqu'à Terracine. Il contribue sous les ordres du maréchal Lannes au gain de la bataille de Tudela où il inflige de grosses pertes à Castaños. Rappelé à l'armée d'Allemagne en 1809, il est chargé du commandement des troupes formant le contingent de Charles Ier, grand-duc de Bade. Il est créé comte de l'Empire le 26 avril 1810. Chargé du gouvernement général de la Haute-Souabe au commencement de la campagne de Russie en 1812, il est placé à la tête d'une division du IXe corps d'armée et se signale dans toutes les affaires auxquelles sa division prend part. Il passe en 1813 dans le corps du maréchal Marmont, opère contre Hœrtel dans les marais de Bobinsk, se bat à Dresde et à Leipzig. Il se distingue de nouveau pendant la campagne de France (1814), notamment au combat de Lesmont le 2 février 1814 et à la bataille de Champaubert le 10 février 1814, où il est grièvement blessé à la tête.

### Carrière parlementaire
Retiré près de Gisors à la Première Restauration, il ne prend aucune part aux événements des Cent-Jours. Il préside le collège électoral du Gers en 1817 et est élu le 20 septembre, député du collège de département du Gers. Il siège dans la majorité royaliste, est nommé inspecteur général de la gendarmerie en 1818 et grand-croix de la Légion d'honneur le 1er mai 1821.
Il est en disponibilité à la révolution de Juillet 1830. Le gouvernement de Louis-Philippe Ier l'appelle à la Chambre des pairs le 19 novembre 1831 et l'admet à la retraite comme lieutenant général le 11 juin 1832. Il siége jusqu'à sa mort à la Chambre haute dans la majorité ministérielle.
Il meurt le 16 janvier 1836. Son nom est inscrit sur l'arc de triomphe de l'Étoile, côté Ouest. Son portrait en pied se trouve dans la salle des illustres du musée d'Auch, dans le Gers. En janvier 2002, le nom de « Général Lagrange » a été donné à la caserne de gendarmerie d'Auch.

## Titre
- 1er Comte Lagrange et de l'Empire (26 avril 1810).

## Distinctions
- Légion d'honneur :
  - Légionnaire le 11 décembre 1803, puis,
  - Grand officier le 14 juin 1804, puis,
  - Grand-croix de la Légion d'honneur le 1er mai 1821.

## Union et postérité
Le 6 novembre 1802, il épouse à Paris (Ier arrondissement) Marie Françoise de Talhouët (1786-1849), fille aînée de Louis Céleste Frédéric de Talhouët-Bonamour (1761-1812), marquis de Talhouët, et d'Élisabeth Françoise Baude de La Vieuville (1764-1814). Ils ont pour enfants :
1. Napoléon Joseph (1804-1812) ;
2. Caroline Élisabeth (1806-1870), qui épouse en 1824 Louis Alix de Nompère de Champagny (1796-1870), 2e duc de Cadore, fils de Jean-Baptiste Nompère de Champagny, dont postérité ;
3. Mathilde Louise (1809-1873), qui épouse en 1826 Napoléon Bessières (1802-1856) 2e duc d'Istrie, fils du maréchal Bessières ;
4. Émilie Augustine Marie (° 11 septembre 1810 - Paris † 15 février 1876 - Paris (8e arrdt)), qui épouse Charles Marie Auguste Ferron (1805-1863), comte de La Ferronnays, dont postérité ;
5. Frédéric Joseph Barthélémy (° 21 juin 1815 - Dangu † 22 novembre 1883 - Paris), qui épouse, en premières noces, le 1er juin 1840 à Paris, Hortense Jeanne Augustine Honnorez (° 11 mars 1823 - Mons † 30 avril 1841 - Paris), et, en secondes noces, le 15 juin 1850 à Paris, Émilie de Riquet de Caraman-Chimay (1832-1851), fille du prince Joseph de Riquet de Caraman (1808-1886), sans postérité.

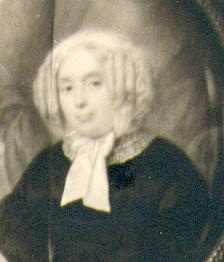
Marie Françoise de Talhouët-Bonamour (1786-1849)
Caroline Elisabeth Lagrange (1806-1870), épouse du 2e duc de Cadore, Franz Xaver Winterhalter, 1821
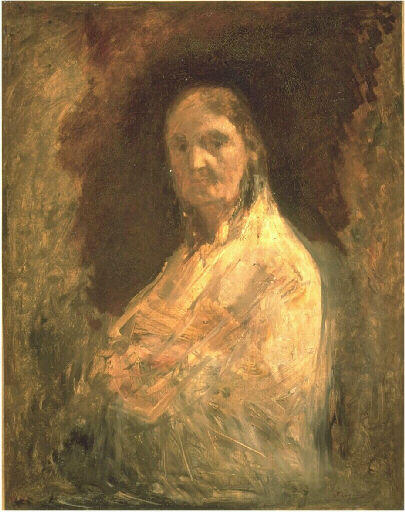
Caroline Elisabeth Lagrange, Jean-Baptiste Carpeaux, vers 1861
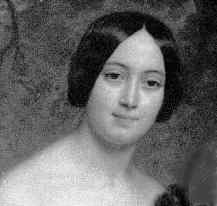
Emma Lagrange (1810-1876), Franz Xaver Winterhalter, 1841
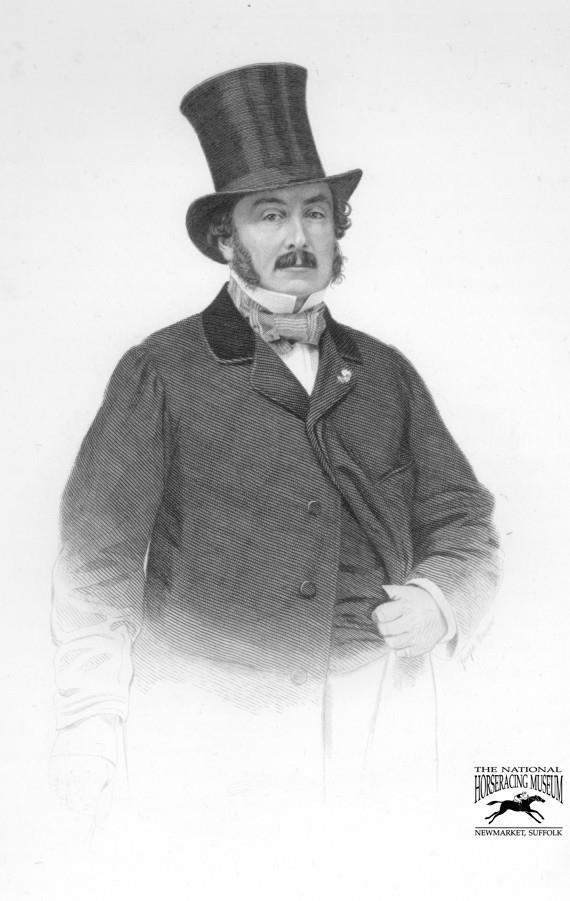
Frédéric Lagrange (1815-1883), 2e comte de Lagrange, National Horse Racing Museum, Newmarket (Suffolk)